# Calao coiffé
Berenicornis comatus
Genre
Espèce
Statut de conservation UICN

 EN  : En danger
Statut CITES
Synonymes
- Buceros comatus (Protonyme)

Le Calao coiffé (Berenicornis comatus) est une espèce d'oiseau de la famille des Bucerotidae, vivant en Asie du Sud-Est. C'est la seule espèce du genre Berenicornis.
On l'appelle aussi Calao huppé de Malaisie ou Calao à huppe blanche de Malaisie.

## Répartition
Son aire de répartition s'étend sur la Birmanie, la Thaïlande, la Malaisie, Brunei et l'Indonésie.

## Habitat

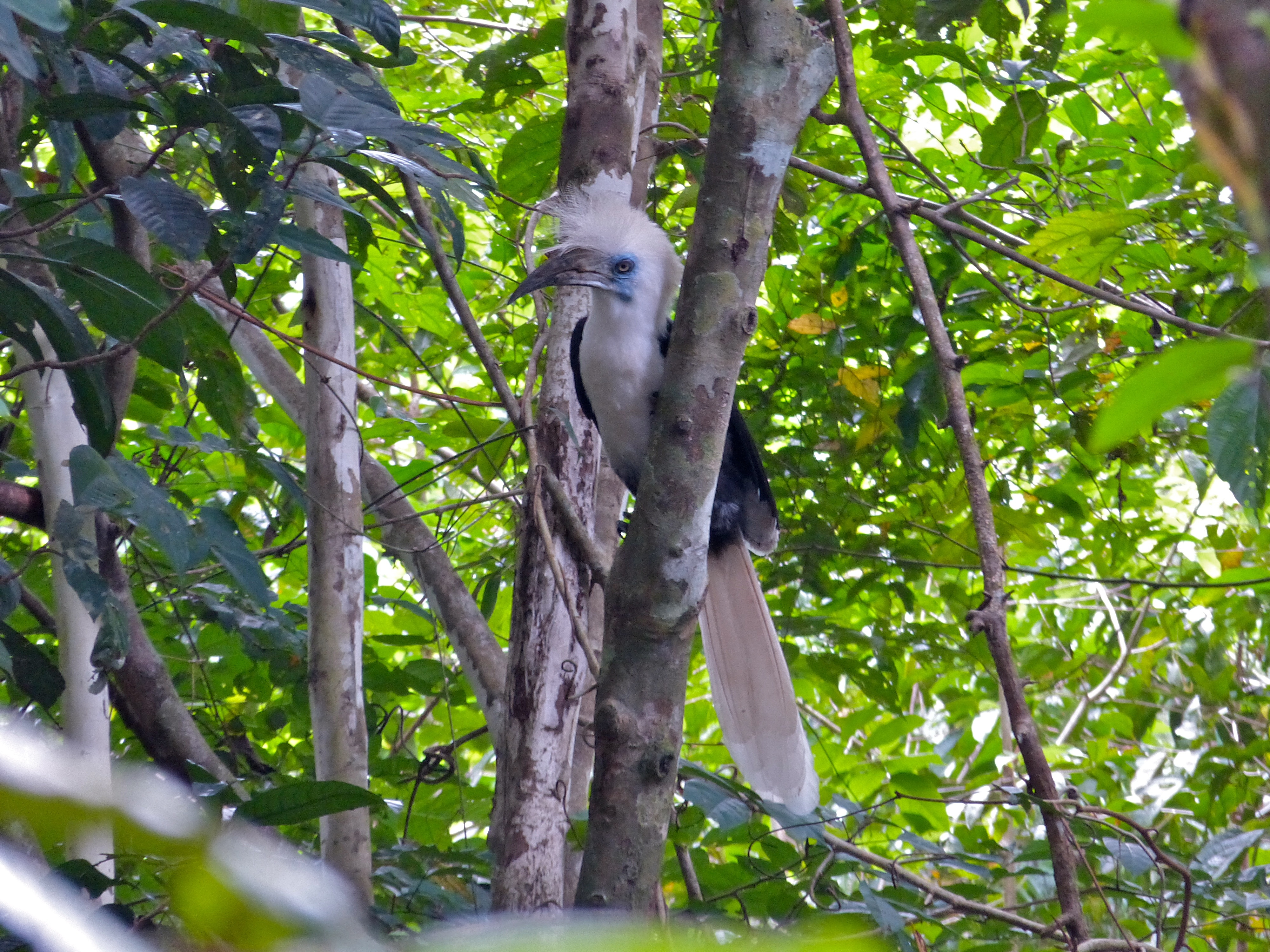
Calao coiffé (Sabah, Malaisie)

Cet oiseau peuple les forêts tropicales humides de basse et moyenne altitude. Il est menacé par le déboisement.

## Morphologie
Il s'agit d'un Calao de grande taille (83 à 102 cm de long ; 1,3 à 1,5 kg). Le plumage est noir et blanc, les lores nus et bleu sombre.

## Biologie
Cet oiseau se tient souvent à terre, vol silencieux. Il se nourrit de fruits et de petits animaux (mammifères, oiseaux et lézards de petite taille).

## Reproduction
La ponte comporte deux œufs blancs. La femelle qui couve obstrue l'entrée de son nid avec de la fiente, des débris et de la boue ; le mâle la nourrit à travers une fente étroite.
Pendant la période de couvaison et d'élevage des petits, la femelle mue presque totalement. Elle quitte le nid en brisant le « mur » lorsque les oisillons sont aptes au vol.